# 真名板高山古墳

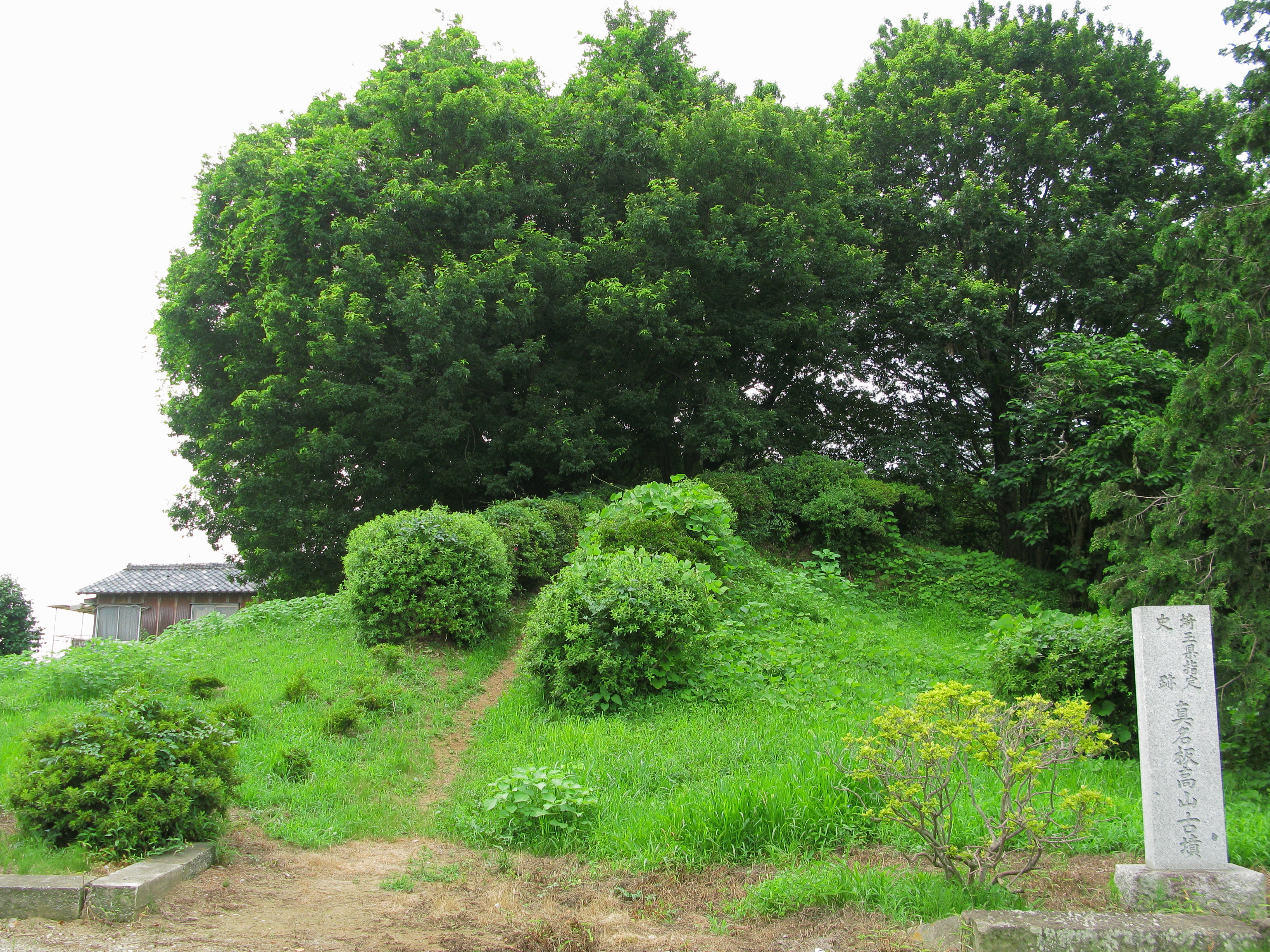
真名板高山古墳（2011年7月）

真名板高山古墳（まないたたかやまこふん）は、埼玉県行田市真名板にある前方後円墳である。

## 概要
座標: 北緯36度8分0.69秒 東経139度31分20.226秒 / 北緯36.1335250度 東経139.52228500度
現状の大きさは1986年5月に埼玉県立さきたま資料館による測量調査で
- 全長104メートル
- 前方部幅52メートル、高さ7.3メートル
- 後円部径40メートル、高さ6.0メートル

　埼玉県下で7番目の大きさの前方後円墳だか、利根川などの氾濫や関東造盆地運動により本来の地表面が地下に約3メートル埋没しており、本来は全長約127メートルで、墳丘の高さは前方部、後円部ともに約9～10メートル。二重で盾形の周堀（深さ2メートル）があり、
この古墳の南西約4キロメートルにある埼玉古墳群の二子山古墳に次ぐ規模の古墳であることが、埼玉大学の堀口万吉・教授（当時）らのボーリング調査で判明した。
前方部に浅間社が祀られ、くびれ部南側にかつて寺院が存在し、付近の河川の護岸工事等で土の採取が行われ、墳丘はかなり変形している。埋葬施設、副葬品については明らかではないが、周辺から採集された埴輪片から6世紀の後半の築造と考えられている。
1974年3月8日、埼玉県の史跡に指定された。

## 風景

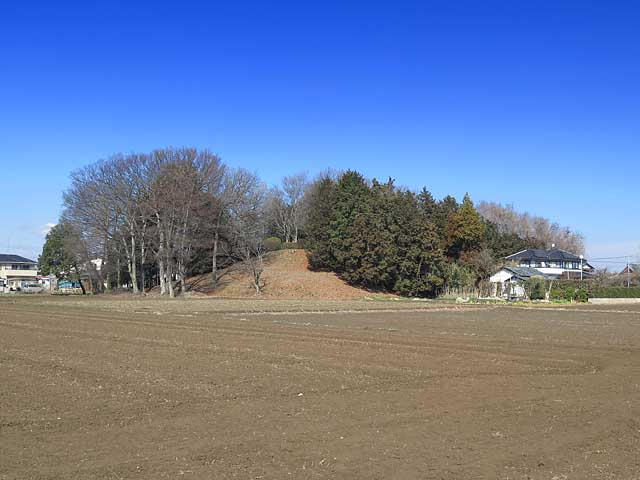
南側より全景を望む。